# Antonio Cervantes
Antonio Cervantes, dit Kid Pambelé, est un boxeur colombien né le 23 décembre 1945 à Palenque de San Basilio (municipalité de Mahates (Bolívar, Colombie).

## Carrière
Il devient champion du monde des super-légers WBA le 28 octobre 1972 en battant Alfonso Frazer par KO à la 10e reprise puis défend dix fois sa ceinture au cours des quatre années suivantes.
Le 6 mars 1976, il est à son tour battu par Wilfred Benitez (défaite aux points par décision partagée) puis s'empare une deuxième fois de cette ceinture l'année suivante après sa victoire au 6e round contre Carlos Maria Gimenez. Il conserve trois années supplémentaires le titre WBA n'étant battu que le 2 août 1980 par Aaron Pryor.

## Distinction
- Antonio Cervantes est membre de l'International Boxing Hall of Fame depuis 1998.